# Araneus albidus
Araneus albidus là một loài nhện trong họ Araneidae.
Loài này thuộc chi Araneus. Araneus albidus được Ludwig Carl Christian Koch miêu tả năm 1871.